# José Clemente Maurer
José Clemente Maurer, C.Ss.R. (Püttlingen, 13 de março de 1900 - Sucre, 27 de junho de 1990) foi um cardeal alemão da Igreja Católica Romana. Ele serviu como arcebispo de Sucre de 1951 a 1983, e foi elevado ao cardinalato em 1967.

## Biografia
José Maurer nasceu em Püttlingen, e entrou na Congregação do Santíssimo Redentor, mais comumente conhecido como os Redentoristas, em 10 de setembro de 1921. Depois de estudar na Suíça e Luxemburgo, foi ordenado ao sacerdócio em 19 de setembro de 1925. Ele em seguida, realizou um trabalho missionário com os índios bolivianos, servindo como superior da residência redentorista em La Paz de 1926 a 1947, quando se tornou vice- provincial de sua congregação na América do Sul.
Em 1 de março de 1950, Maurer foi nomeado Bispo-auxiliar de La Paz e Bispo Titular da Cea pelo Papa Pio XII. Ele recebeu sua consagração episcopal no dia 16 de abril do cardeal Adeodato Giovanni Piazza, O.C.D , com o arcebispo Francesco Beretti e o bispo Augusto Sieffert, C.Ss.R., servindo como co-consagradores . Maurer foi posteriormente promovido a Arcebispo da Sucre em 27 de outubro de 1951 e participou do Concílio Vaticano II de 1962 a 1965.
O Papa Paulo VI criou-o Cardeal Sacerdote de Santíssimo Redentor e Santo Afonso na Via Merulana no Consistório Ordinário Público de 1967; Maurer foi o primeiro cardeal da Bolívia. Ele foi um dos cardeais eleitores que participaram dos conclaves de agosto e outubro de 1978, que selecionaram os papas João Paulo I e João Paulo II, respectivamente. Maurer renunciou ao posto de arcebispo em 30 de novembro de 1983, depois de 29 anos de serviço.
O cardeal morreu em Sucre , aos 90 anos. Ele está enterrado na catedral metropolitana .